# Средне-Волжский комплексный биосферный резерват
Средне-Волжский комплексный биосферный резерват — особо-охраняемая природная территория в Самарской области России. Сформирована в 2006 году на базе Жигулёвского заповедника им. И. Спрыгина и национального парка «Самарская Лука», став первым комплексным биосферным резерватом в России.

## Описание
Резерват был включен во Всемирную сеть биосферных резерватов 27 октября 2006 года. Он был создан на базе расположенных рядом Жигулёвского заповедника им. И. Спрыгина и национального парка «Самарская Лука», став, таким образом, первым комплексным биосферным резерватом в России.
Целью резервата является обеспечение охраны ландшафтов Жигулей и лесостепных комплексов Среднего Поволжья, организация экологического мониторинга, разработка системы бережного природопользования, создание модельной территории для устойчивого развития. Общая площадь резервата составляет около 400 тысяч гектар, из которых ядро составляет около 30,1 тысячи га (7,5 % общей площади), охранная (буферная) зона — 97,1 тыс. га (24,3 %), и переходная (зона сотрудничества) — 272,8 тыс. га (68,2 %). В источниках часто встречаются значительно меньшие, ошибочные цифры (Ядро — 30 тыс. га, буферная зона — 50 тыс. га, переходная — 70 тыс. га). Максимальная высота на территории резервата — 382 метра над уровнем моря, минимальная — 30 метров.
Резерват в основном расположен на территории Самарской Луки, в центре Самарско-Тольяттинской агломерации. Большая часть территории Луки слабо затронута антропогенным воздействием, впервые охранный режим на части территорий был установлен ещё в 1927 году. Кроме того резерват захватывает часть территорий левобережья Усы и левобережья Волги — в городских лесах Тольятти, таким образом охватывая части территорий 4 муниципальных районов (Волжский, Ставропольский, Сызранский, Шигонский) и двух городских округов (Жигулёвск и Тольятти). Оценки населения на территории резервата лишь приблизительные, по ним в зоне ядра постоянного населения нет, в буферной зоне — около 20 тысяч человек, а в переходной — 40-80 тысяч человек, в зависимости от сезона.
Ландшафты и экосистемы резервата используются в различной степени эксплуатации от заповедных зон до сельскохозяйственного, промышленного и градостроительного использования.

## Объекты охраны
Территория Средне-Волжского биорезервата отличается высоким биологическим разнообразием. Здесь встречаются как различные уникальные экосистемы, так и типичные лесостепные экосистемы плато Самарской Луки, долины рек Волга и Уса. К уникальным сообществам известняковых гор относятся: каменистые степи, девственные остепнённые сосновые боры и смешанные хвойно-широколиственные леса на дерново-карбонатных и уникальных бурых лесных почвах. Кроме того, на плато Самарской Луки сохранились участки луговых и настоящих степей, а также коренные леса: липняки, дубравы и березняки и производные сообщества (осинники, кленовые, берёзовые и ильмовые леса).
Экосистемы Волжской поймы представлены пойменными дубравами, лесами с преобладанием осокоря, ветлы, серебристого тополя и чёрной ольхи, тальниковыми зарослями и заливными лугами. Особые природные сообщества сформировались в местах добычи известняка, наибольший интерес из которых представляют штольни, ставшие местами массовой, крупнейшей в Восточной Европе, зимовки летучих мышей.
Значительную частью территории занимают деградированные степные и луговые сообщества, а также пахота на черноземьях и серых лесных почвах.

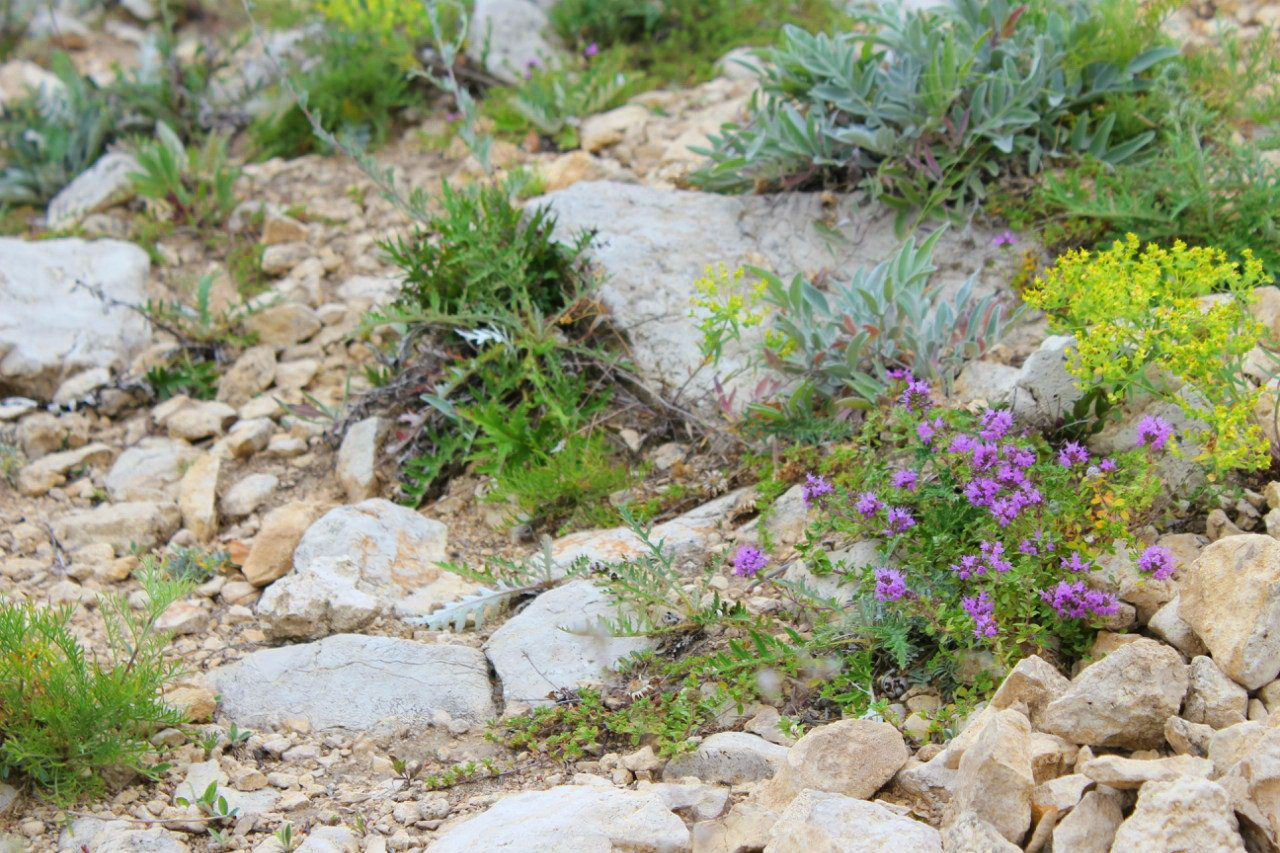
Участок каменистой степи

Особую ценность имеют Жигулёвские горы — тектоническая возвышенность по линии глубинного разлома, вытянутая в широтном направлении, самая высокая часть Русской равнины. Начиная со времён плиоцена Жигули никогда не покрывались ледниками и не затапливались при трансгрессиях Каспия, достигавшего их подножья. В результате Жигули стали своеобразным рефугиумом, и до сих пор сохраняют представителей флоры и фауны, характерных для давно ушедших климатических эпох. Отсюда большое число эндемичных и реликтовых видов фауны, с которыми связаны и некоторые специфические виды насекомых. Кроме отдельных реликтовых видов на территории резервата сохранились и реликтовые сообщества: горные боры, дубняки и хвойно-широколиственные леса с сочетанием элементов степной и таёжной флоры, скальная растительность и каменистые степи

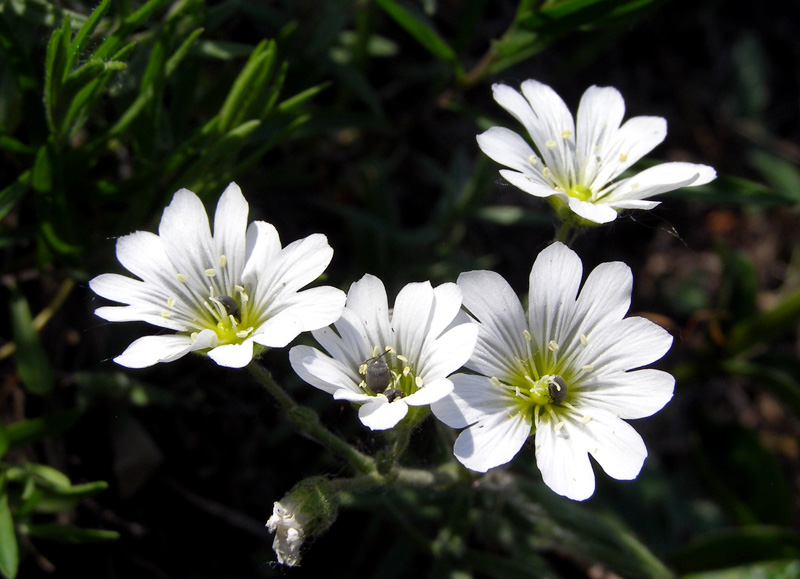
Эндемик — ясколка жигулевская

Большую ценность представляют фрагментарно сохранившиеся на территории резервата степные участки, встречающиеся только на небольших нераспаханных останцовых участках на приволжских склонах, в Жигулёвских и Сенгилеевских горах. Это остатки степной растительности, некогда покрывавшей большую часть плато Самарской Луки. И хотя в настоящее время это лишь небольшие участки степей, но они охватывают все типы степей, встречающиеся в Самарской области: луговые (северные) степи, настоящие или ковыльно-типчаковые (южные), а также особые варианты степей — кустарниковые, каменистые и песчаные. Каменистые степи встречаются на открытых южных и юго-западных склонах Жигулёвских гор, занимая участки площадью от нескольких десятков квадратных метров, до нескольких гектаров, самые крупные из которых находятся на Стрельной горе и Молодецком кургане (до 13 га), а также в южной части Сенгилеевской возвышенности — на меловых холмах, тянущихся вдоль берега Волги от Подвалья до Климовки. Кустарниковые степи встречаются в Жигулях, в центральной, южной и юго-западной частях Самарской Луки, в Ширяевской, Аскульской, Брусянской долинах. В центральной и юго-западной части Самарской Луки сохранились отдельные фрагменты ковыльно-типчаковых степей, на участках, не пригодных для пахоты. На юго-востоке Самарской Луки сохранились луговые степи, несколько десятков гектаров сохранилось в Левашовской лесостепи, участок поменьше в районе села Подгоры, ещё меньшие участки в Ширяевской, Кочкарской, Морквашинской долинах. На Усинском побережье, с окрестностях села Новинки, в Рачейском бору и на островах встречаются песчаные степи.
Высокое разнообразие природных сообществ обусловило и большую видовую численность растений и животных. Так изучено более 1500 видов цветковых, встречающихся на территории резервата, 4 вида голосеменных, 21 вид папоротника, 9 видов хвощей, около 170 видов мхов, около 200 видов лишайников и около 800 видов грибов-макромицетов. Позвоночные насчитывают более 300 видов, из которых 62 — млекопитающие, более 200 видов птиц, 8 видов земноводных, 9 видов пресмыкающихся, 68 видов рыб. Изученная фауна беспозвоночных составляет около 7 тысяч видов, из которых около 5 тысяч — насекомые. Особый интерес вызывают эндемики (5 видов растений и 11 видов беспозвоночных), реликты (более 60 видов растений и более 80 беспозвоночных), а также виды, нуждающиеся в особой охране и занесённые в Красную Книгу Российской Федерации — 21 вид растений, 2 вида млекопитающих, 19 видов птиц и 37 видов беспозвоночных. Для 12 видов растений Жигулёвские горы являются классическим местом произрастания, именно отсюда были сделаны первые систематические описания этих видов.
На территории биорезервата находится 22 памятника природы Самарской области. Резерват служит также для сохранения ценных свидетельств исчезнувших культур: савроматской (VI—IV вв. до н. э.), сарматской (IV—II вв. до н. э.), срубной (VI—III вв. до н. э.), именьковской (V в.), новинковской (VII—VIII вв.), булгарской (VIII—IX вв.). Всего на территории насчитывается около 200 археологических памятников. Также сохранились объекты дворянских усадеб середины XIX в.

## Проблемы
Серьёзной угрозой для резервата остаются некоторые промышленные предприятия, в первую очередь это нефтепромыслы и карьеры по добыче известняка.
В 2010 году резерват сильно пострадал от пожаров: в заповеднике огнём было пройдёно более 1 тысячи га, как по уникальным, так и по типичным растительным сообществам, а в городском лесу Тольятти, находящимся в переходной зоне резервата, 1057 гектар леса было уничтожено полностью, ещё 792 гектара частично.

## Деятельность резервата

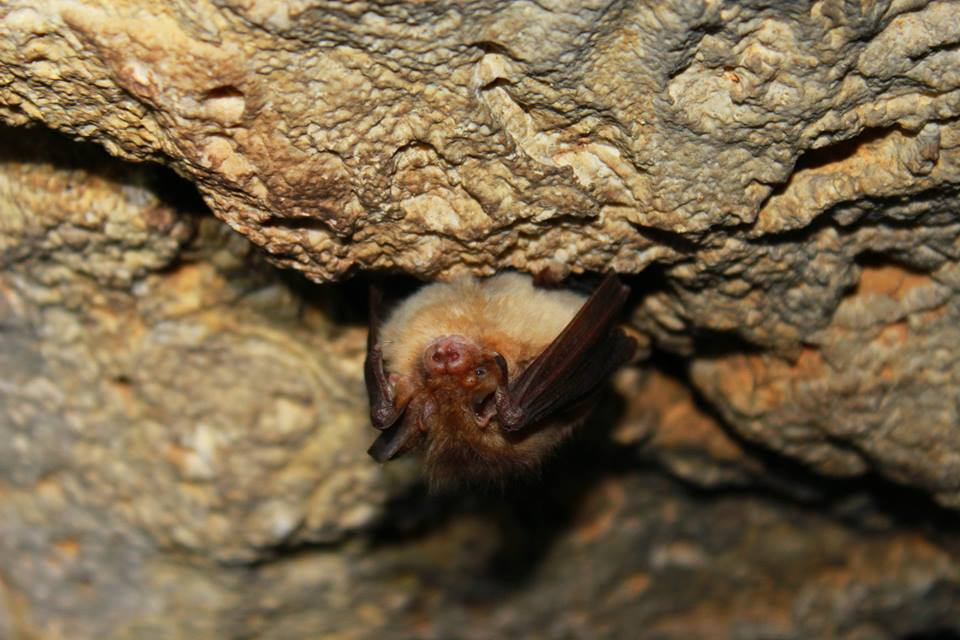
Летучая мышь

Какой либо специальной структуры управления резерватом пока не создано. Реализация функций резервата осуществляется силами Жигулёвского заповедника, национального парка, исследовательских институтов и органов исполнительной власти.
В 2010 году были установлены решётки на входы в штольни Поповой горы в окрестностях села Ширяево — это наиболее эффективная мера по сохранению места зимовок летучих мышей.

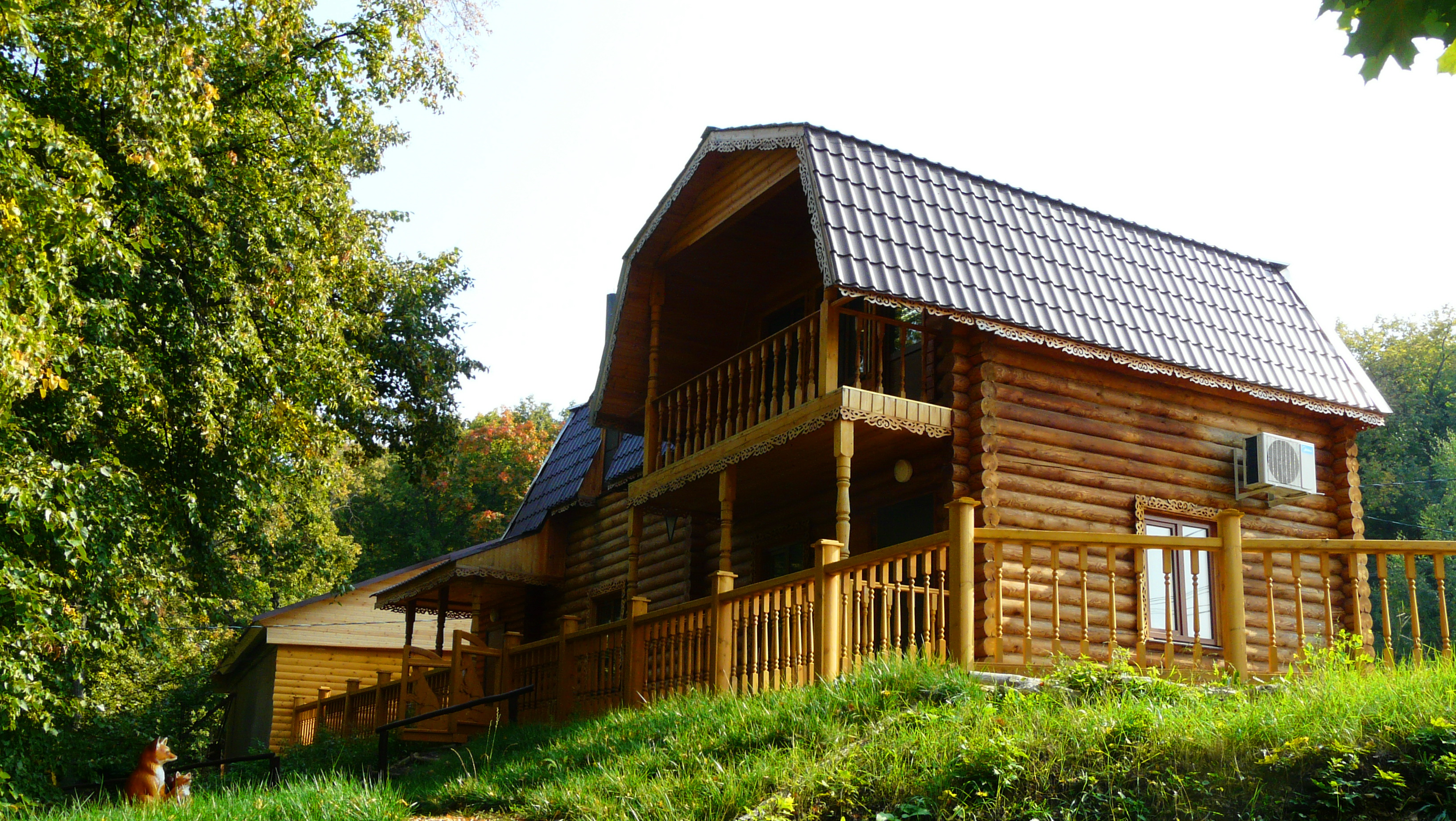
Дом-музей лисы в национальном парке

## Туризм
В рамках областной программы по развитию туризма на территории Самарской области одним из приоритетных направлений является туризм на территории Средне-Волжского резервата, в первую очередь на Самарской Луке. Самарская Лука является главным объектом экологического туризма в регионе. Уже в настоящее время число неорганизованных посетителей территории резервата, достигает, по некоторым оценкам 1 млн человек в год. Ещё около 500 тысяч человек охватывается мероприятиями по экскурсионным маршрутам и экологическим тропам.
Однако с подобным нашествием туристов зачастую не справляются как сотрудники ООПТ, так и сами природные ресурсы. В первую очередь к рекреационному воздействию уязвимы все сохранившиеся виды степей. В 2008 году администрация национального парка «Самарская Лука» была вынуждена более чем на год полностью закрыть для посещения из-за критической ситуации с сохранностью такое популярное место отдыха как Молодецкий курган — для восстановления склонов, уборки территорий, оборудования экотроп
В настоящее время на территории резервата действует несколько организованных туристических маршрутов: «Молодецкий курган и гора Девья», «Село Ширяево и гора Верблюд», «Урочище Каменная Чаша», «Ведьмино озеро», «К Пещере Степана Разина» и «Мордовинская пойма» на территории национального парка «Самарская Лука», а также автомобильный маршрут «Стрельная гора» и пешеходный «Каменная Чаша» по территории Жигулёвского заповедника.
Также в резервате проходит эко-культурный фестиваль «ЛукАморье» и действует ряд туристических центров: историко-краеведческий музей «Самарская Лука», музей истории в Усолье, историко-музейный комплекс в селе Ширяево, образовательный комплекс «Лукоморье».

### Развитие туризма
Министерство строительства Самарской области разработало проект создания туристско-рекреационного комплекса «Жигулёвская жемчужина». Проект предполагает создание трех всесезонных курортов в Ширяево, Подгорах и Рождествено. Планируется строительство гостиничных и рекреационных комплексов, создание двух горнолыжных комплексов с санными трассами и сноубордпарком, поля для гольфа и спортивных комплексы, благоустройство пляжной зоны, реконструкция существующих причалов и создание новых стоянок для яхт и частных судов. Также планируется построить канатную дорогу «Самара — Рождествено» через Волгу с пропускной способностью 900 человек в час и автодорогу Подгоры — Ширяево протяжённостью 15 км.
Общая площадь туристско-рекреационного комплекса составит 701,8 га, вместимость — до 3298 человек, а для обеспечения его работы будет необходимо 660 человек персонала.
Проект согласован с министерством природных ресурсов и экологии РФ, в проект планировки территории Рождествено и генеральный план Жигулёвска были внесены соответствующие изменения. Однако у проекта нашлось множество противников.
Отмечается, что проект «Жигулёвской жемчужины» не проходил никакой общественной экологической экспертизы, в нём никак не учитывается воздействие на охраняемые природные территории федерального значения, отсутствует перечень мероприятий, направленных на минимизацию такого воздействия. Отмечается, что даже при существующей рекреационной нагрузке в районе села Ширяево заповедник и национальный парк испытывают серьёзные проблемы с охраной территории, а предполагаемое увеличение количества посетителей только усугубит их.
Кроме того, по проекту площади охраняемых территории должны быть сокращены почти на 7000 га, что прямо противоречит федеральному закону «Об особо охраняемых природных территориях». Против подобного изменения охраняемых территорий в резервате выступило ряд учёных-экологов, которых поддержало российское отделение «Гринпис». Общественная петиция с требование отменить решение Министерства природных ресурсов и экологии РФ по проекту строительства туристско-рекреационного комплекса «Жигулевская жемчужина» набрала более 25 000 подписей
Существуют и альтернативные проекты развития туризма в резервате. Это проект создания туристической деревни «Новая Рязань» на территории национального парка «Самарская Лука», в которой на территории в 150 га планируется создание гостиничного комплекса, фермерских хозяйств, тепличных и прудовых хозяйств, садов, огородов, курятника, коровника конюшни и т. п. Также планируется строительство причального комплекса. Однако и этот проект не рассматривает необходимость сохранения природных комплексов национального парка.
Третьей существующей идеей развития туризма в резервате является проект туристско-рекреационного комплекса «Жигулевский ковчег — Белогорье». Проект предусматривает так называемое щадящее использование ресурсов национального парка. В данном проекте на территории в 35 га планируется размещение музейного и гостиничного комплекса, детского парка, дендрария, конюшенного хозяйства, фермерского хозяйства, ремесленной слободы, фестивальной поляны. Это единственный проект, в создании которого принимали участие учёные-экологи, он разрабатывался совместно с Институтом экологии волжского бассейна РАН

## Исследования
История монументальных научных исследований Средне-Волжского резервата пока невелика и включает в себя два тома Красной Книги Самарской области и две монографии, посвящённые инвентаризации беспозвоночных животных и раритетного флористического комплекса резервата. Ведутся и другие научные исследования, нашедшие отражение в виде отдельных научных статей по природе Средне-Волжского резервата.
Отдельным направлением исследований является изучение антропогенного воздействия на экосистемы, выявляются тенденции в реакциях живой природы на рекреационное воздействие, по результатам которого разрабатываются рекомендации по оптимизации природопользования, рекомендации по нейтрализации негативных последствий отдыха.